# La Défense

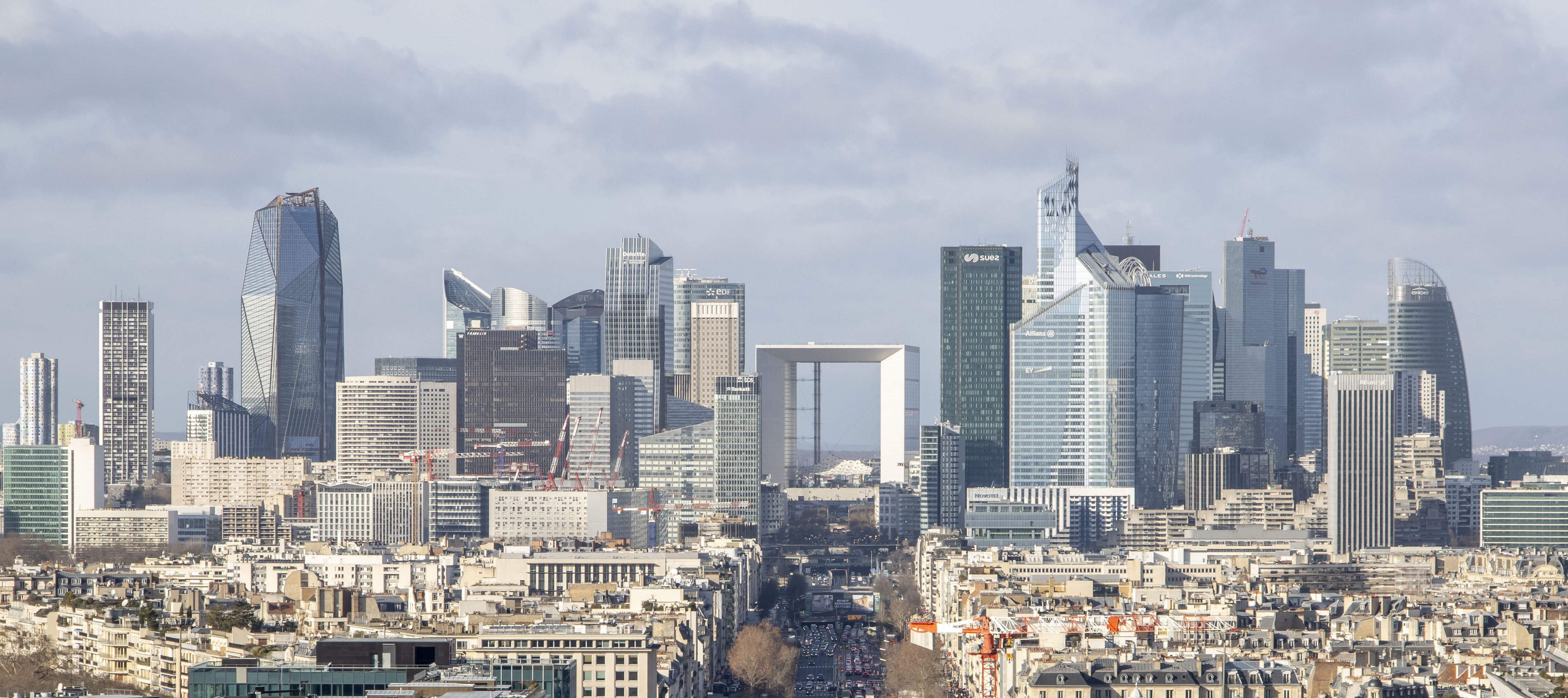
La Défense vanaf de Arc de Triomphe gezien

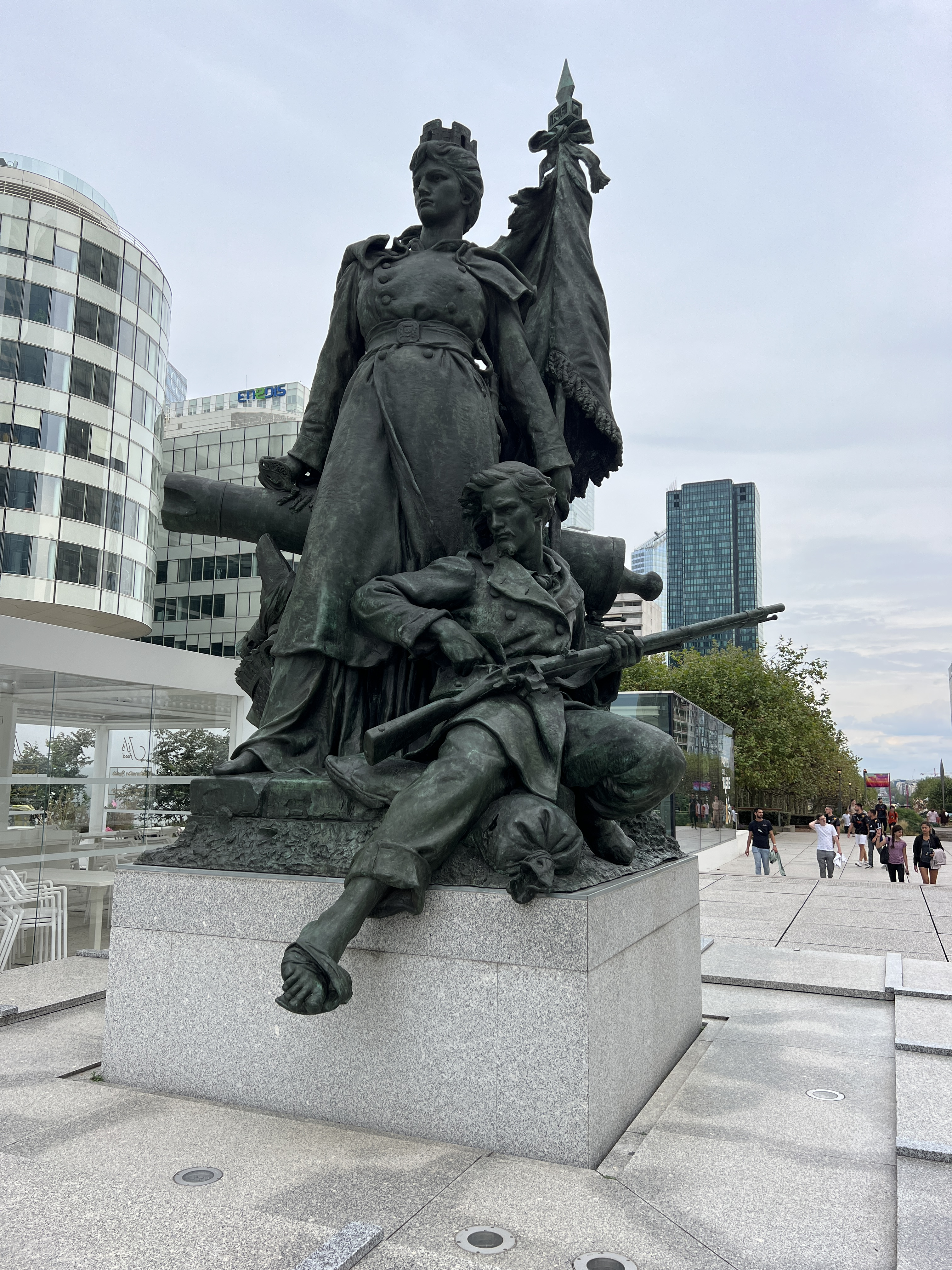
Het standbeeld La Défense de Paris

La Défense is een kantorenwijk in de agglomeratie Parijs. Bestuurlijk gezien valt het gebied onder drie gemeenten, namelijk Puteaux, Courbevoie en Nanterre. De wijk La Défense ligt ten noordwesten van de gemeente Parijs, maar wordt wel ontsloten door de metro van Parijs.

## Naam
De wijk is genoemd naar een standbeeld, dat de verdediging van Parijs tijdens de Frans-Duitse Oorlog verzinnebeeldt (een werk van Louis-Ernest Barrias). Dit stond vroeger op een kruispunt van wegen op de heuvel Chantecoq (rond-point de la Défense) en is verplaatst naar een locatie niet ver van de oorspronkelijke plaats in het centrum van de wijk. 

## Kenmerken
De wijk ligt in het verlengde van de zogenaamde historische as van Parijs, die vanaf het Louvre via de place de la Concorde, de avenue des Champs-Élysées, de Arc de Triomphe en de avenue de la Grande-Armée naar het westen loopt, met aan het uiteinde daarvan het bekendste gebouw van la Défense: de Grande Arche de la Défense, gebouwd in opdracht van François Mitterrand. 
Er wonen slechts 20.000 mensen, maar er werken ongeveer 150.000 mensen. In dit gebied van 160 hectare vindt men 2,5 miljoen vierkante meter kantoorruimte, die gebruikt wordt door 1500 bedrijven. Het is de grootste kantorenwijk van Europa. De meeste Franse topbedrijven hebben er hun hoofdkantoor gevestigd, in een van de wolkenkrabbers. Tot de oplevering van de Tour Total in 1985 was de Tour Areva het hoogste gebouw in La Défense. Bekende gebouwen in de wijk zijn de Grande Arche en het CNIT.

### Vervoer
La Défense telt twee stations aan de metrolijn 1, en Station La Défense, waar de RER A, Transilien L, Transilien U en  Tramlijn 2 stoppen.

### Kunstwerken
In La Défense bevinden zich veel kunstwerken (circa 60) in de openbare ruimte. Naast het standbeeld van Barrias bevinden zich verspreid door het gebied tientallen beeldhouwwerken en mozaïeken, van onder anderen Alexander Calder, Joan Miró, Shlomo Selinger, François Morellet en Panayiotis Takis.

Een panorama van La Défense

## Onderwijs

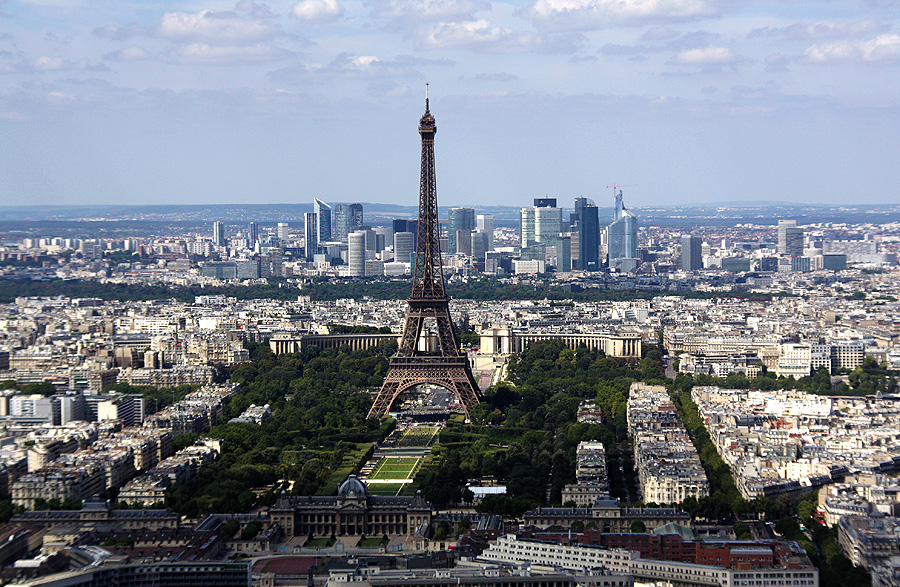
De Eiffeltoren gezien vanaf de Tour Montparnasse met La Défense op de achtergrond

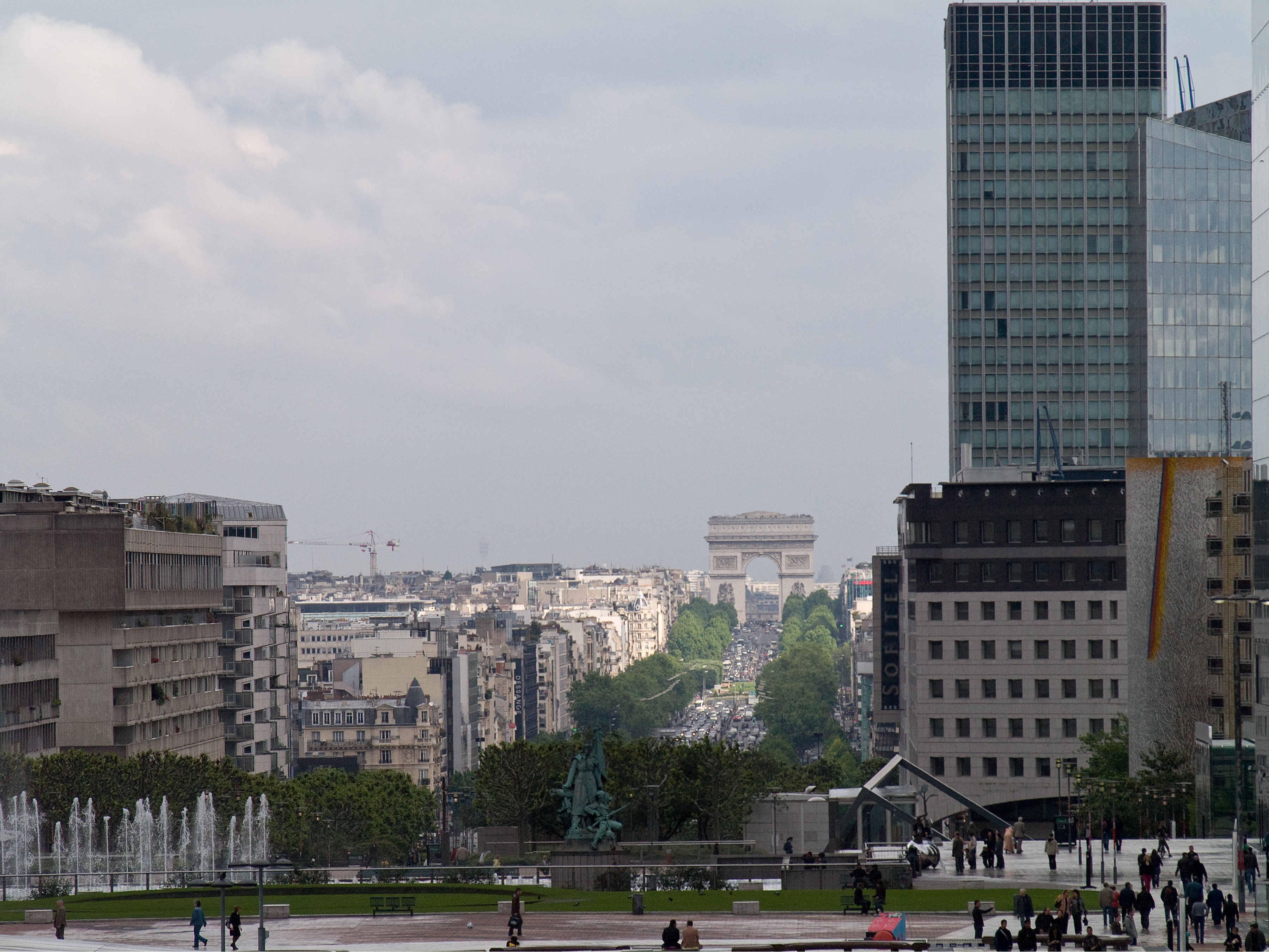
Place de La Defense met de Arc de Triomphe op de achtergrond

Paris La Défense brengt de cluster Pôle universitaire Léonard-de-Vinci en vier business schools samen: EDC Paris Business School, ESSEC Business School, ICN Business School en IÉSEG School of Management. Het is ook de thuisbasis van de European School of Paris-La Défense, een internationale basisschool en middelbare school die in 2020 werd erkend als een Europese school.

## Wolkenkrabbers
- Hermitage Plaza (323 m - gepland)
- The Link (241 m - in aanbouw)
- Tour First (231 m)
- Tour Hekla (220 m - in aanbouw)
- Tour Majunga (194 m)
- Tour Coupole (187 m)
- Tour Areva (184 m)
- Tour Saint-Gobain (178 m)
- Tour Trinity (167 m)
- Tour Carpe Diem (162 m)
- Cœur Défense (161 m)
- Tour Alto (160 m)
- Tour Égée (155 m)
- Tour Ariane (152 m)
- Tour Défense 2000 (134 m)
- Tour Eqho (131 m)
- Tour Michelet (127 m)
- Tour France (126 m)
- Tour Franklin (116 m)
- Tour Manhattan (110 m)
- L'archipel (106 m)
- Tour Landscape (101 m)
- Tour Eria (59,35 m)